# Aalborg (comuna)
Aalborg ( PRONÚNCIA; anteriormente Ålborg) é um município da Dinamarca, localizado na Região Jutlândia do Norte (Region Nordjylland).

O seu centro administrativo é a cidade de Aalborg.

Tem uma área de 1 137 km² e uma  população de 211 937 habitantes (2017).

## Localidades
As maiores localidades do município são:                   

| Maiores localidades |             |
| Rank                | Localidade  |
| 1                   | Aalborg     |
| 2                   | Nørresundby |
| 3                   | Svenstrup   |
| 4                   | Nibe        |
| 5                   | Vodskov     |

A sua economia está baseada sobretudo nos serviços e no ensino, e em menor grau na indústria e no comércio. Possui fábricas de produtos químicos, têxteis, produtos alimentares, aguardente, material de construção civil e construção naval. 